# Cyanastrum johnstonii
Cyanastrum johnstonii là một loài thực vật có hoa trong họ Tecophilaeaceae. Loài này được Baker mô tả khoa học đầu tiên năm 1898.